# Alex Hai
Alex Hai (nacido en 1967 en Hamburgo) es un hombre transgénero de ascendencia alemana y argelina que fue considerado la primera mujer en ser gondolera en Venecia.

## Biografía
Como los gondoleros han sido una industria tradicionalmente dominada por hombres durante siglos, la ciudad de Venecia y la industria de los gondoleros se negaron a otorgarle una licencia a Hai y no lo reconocen como gondolero debido a su condición de gondolero privado y como alguien asignado como mujer al nacer. Comúnmente llamado "la gondoliera" (la forma femenina de "gondoliere") o la "prima gondoliera" (primera mujer gondolera), cuando era considerado mujer, operaba como gondolero privado para hoteles y clientes selectos como un negocio propio. En diciembre de 2015, el tribunal supremo de Roma reconoció a Hai como la "primera gondolera en operar en Venecia"; esto fue antes de que se declarara transgénero.
En 1996, Hai empezó a trabajar como aprendiz de gondolero en el “traghetto”, el ferry góndola que transporta gente de un lado al otro del Gran Canal y viceversa. Intentó y fracasó el examen para solicitar una de las codiciadas y limitadas (425) licencias públicas de gondolero varias veces; en 1997, no logró aprobar el examen escrito para convertirse en gondolero sustituto, un fracaso atribuido en gran medida a la presencia poco común de los medios de comunicación y el público en su prueba. Posteriormente, suspendió la prueba de remo en 1999, aunque el resultado fue anulado sobre la base de que la comisión había estado compuesta exclusivamente por hombres, en contradicción con la ley italiana DL 29/1993 que cita la igualdad de oportunidades entre hombres y mujeres. Hai realizó la prueba nuevamente, pero obtuvo una puntuación más baja que en su intento anterior.
La atención pública a los fracasos de Hai resultó en reacciones de figuras públicas. Roberto Sussberg, miembro del jurado de la prueba y director de Ente Gondola, la oficina del Ayuntamiento para la protección de las góndolas, dijo que los gondoleros se equivocaban al ser hostiles a Hai, citando precedentes durante la guerra cuando madres y abuelas remaban en las góndolas. Fulvio Scarpa, gondolero y presidente de la asociación de gondoleros entre 1992 y 1998, animó inicialmente a Hai a intentar la prueba; dijo que una parte de la comisión lo había obstruido voluntariamente y que sería mejor para los gondoleros darle la licencia pública.
Al no poder obtener una licencia oficial, Hai comenzó a operar como gondolero privado, de forma similar a cuando las familias patricias tenían sus propias góndolas y gondoleros privados, conocidos como gondoleros "de casada". En reconocimiento a la revitalización de la tradición, Hai viste la reproducción de un uniforme de gondolero del siglo XVIII de la colección privada del conde veneciano Girolamo Marcello. Actualmente es el gondolero de casada en Venecia; el anterior y último fue el gondolero de Peggy Guggenheim. En julio de 2005, Hai lanzó su propia góndola, "Pegaso" en honor al caballo alado de la mitología griega, y dedicó la embarcación al revolucionario francés Anacharsis Cloots, un aristócrata prusiano que fue nacionalizado francés por la Convención Nacional de la Revolución y ejecutado en 1794. El "ferro" (el adorno de hierro en la parte delantera de la góndola) es una reproducción de uno antiguo, caracterizado por una insignia familiar patricia y una serpiente marina en su punta. La góndola fue restaurada por Gianfranco "Crea" Vianello, un constructor de góndolas veneciano de la isla de Giudecca, quien apoyó a Hai en su búsqueda para convertirse en gondolero y lo guió para perfeccionar su técnica de remo. Hai eligió el verso en idioma veneciano como tema para su góndola: "E la luna nassara' per sognar un altro di'" (Y la luna nacerá para soñar con otro día).
En agosto de 2010, Giorgia Boscolo se convirtió en la primera mujer gondolera con licencia completa de Venecia.
Antes de convertirse en gondolero, Hai aspiraba a ser cineasta. Reanudó su formación artística en Hamburgo y San Francisco y actuó en su góndola durante la Regata Storica en 1999. Fue coautor de una exposición de arte en una galería privada en Venecia en 2014.
Hai se declaró transgénero en 2017.